# Osada Baba

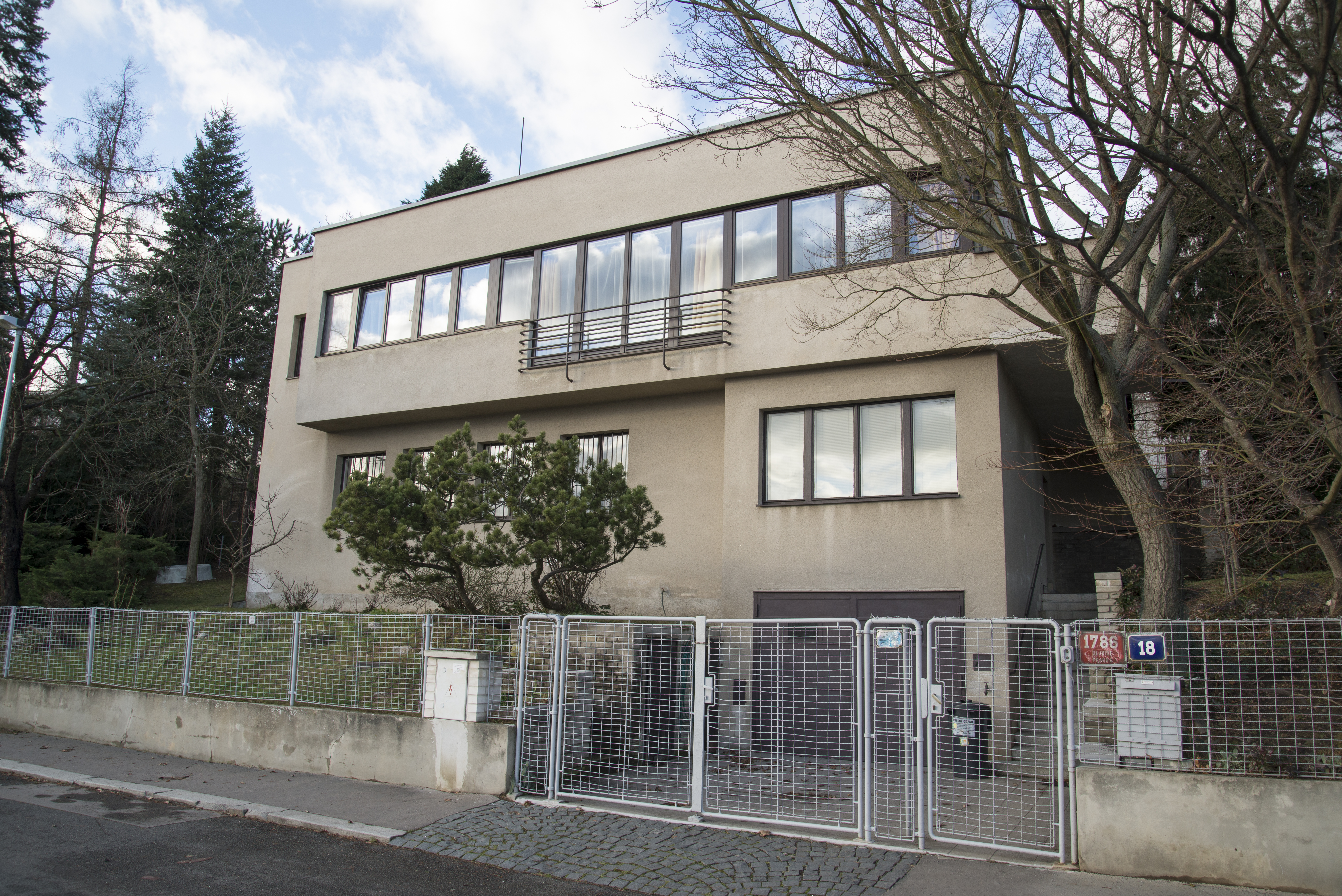
Dům Maule - architekt J. Gočár

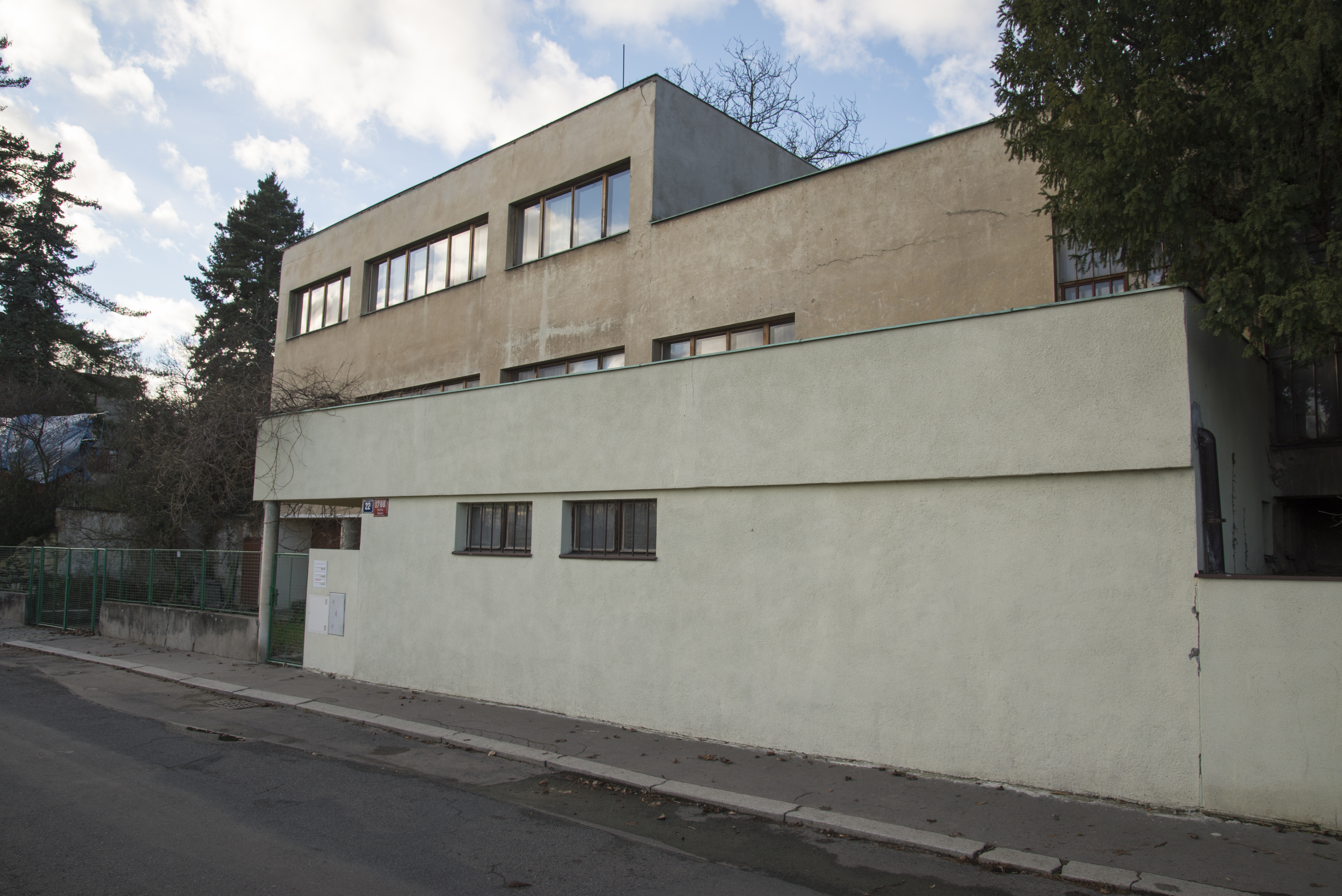
Dům Kytlica - architekt J. Gočár

Osada Baba je prvorepubliková funkcionalistická vilová kolonie na jihovýchodní části ostrohu Baba v pražských Dejvicích. Byla vystavěna jako jedna ze šesti evropských kolonií moderního bydlení, které vznikaly z iniciativy Werkbundu na konci 20. a začátku 30. let 20. století. Tyto kolonie měly propagovat moderní funkcionalistickou výstavbu, finančně dostupnou pro široké vrstvy. Osada Baba je jako jediná z kolonií složena pouze z individuálních domů postavených na míru investorovi. V rámci funkcionalistických kolonií je Baba jednou z nejdochovalejších, protože obdobné výstavby ve Vídni a v Německu byly během 2. světové války poškozeny. Osada Baba je od roku 1993 městskou památkovou zónou, v roce 2020 byla oceněna, spolu s dalšími evropskými funkcionalistickými celky značkou Evropské dědictví.

## Příprava výstavby
Poté, co proběhly výstavy moderní architektury ve Stuttgartu v roce 1927 a Brně 1928, bylo rozhodnuto uspořádat podobnou výstavu moderního bydlení také v Praze. Soutěž byla vyhlášena 16. prosince 1929. Mělo se jednat o minimalistické domy postavené v řadách podle ulice. V roce 1932 koupil Svaz československého díla tříhektarový pozemek mezi Fišerkou a zříceninou Baba, který byl v otevřeném prostoru a měl výhled na Prahu. Projektant urbanistického plánu osady Pavel Janák, předseda Svazu československého díla, do původního zastavovacího plánu vložil další ulici, získal tak menší podélné parcely a prosadil šachovnicový způsob zastavění. Pavlu Janákovi ovšem trvalo tři roky, než se mu povedlo prosadit změny na pražském magistrátu. Do konce roku 1928 byl schválen název Osada Baba a byly vypracovány podmínky pro stavebníky a projekty, dohodnut způsob organizace a schválen rozpočet. V roce 1929 byly plány na výstavbu osady zveřejněny v časopise Výtvarné snahy a zájem o účast v projektu předčil očekávání. Nový regulační plán byl nakonec schválen ministerstvem veřejných prací až v roce 1931.
Všechny funkcionalistické domy měly plochou střechu, často s terasou s výhledem na Prahu. Nakonec nebyl žádný z vítězných návrhů soutěže realizován. Stavitelé zavrhli některé původní představy architektů, vstoupili do projektu a v některých případech si také vyměnili pozemky. Plány vznikaly v letech 1928–1932 a výstavba byla zahájena 25. 4. 1932. Výstavba 33 rodinných domků měla být podle zásad zdravého bydlení. Celá kolonie je dílem několika architektů, kteří byli omezeni jen rámcovými požadavky. Tato kritéria měla omezit především výškové proporce budov a uvolnit dostatečný prostor pro plochy zeleně. Pavlu Janákovi na Babě velice záleželo i proto, že si ji vybral jako místo pro svůj rodinný dům. Řešení zahrady svého vlastního domu ovšem svěřil do rukou architekta Ot. Fierlingra, který s Janákem spolupracoval na celém konceptu zeleně na Babě.

## Prostorové řešení domů
Prostorové rozložení jednotlivých domů bylo šité na míru jednotlivým stavebníkům a bylo projektováno přímo ve spolupráci s nimi, takže zde najdeme různé domy od minimalistického pro bezdětný pár až po rodinnou vilu pro vícečlennou rodinu s domovnickým bytem. Často byly vnitřní prostory řešeny originálním způsobem pomocí posuvných stěn apod.

## Vlastní výstavba
Zahájení výstavby proběhlo 25. dubna 1932. Sedm firem postavilo do podzimu téhož roku prvních 20 domů: Munk, Řezáč, Zaorálek, Vaváček, Lisý, Joska, Bouda, Dovolil, Letošník, Suk, Čeněk, Poláček, Herain, Balling, Heřman, Palička, Uhlíř, Sutnar, Maule a Janák. Ještě na podzim započala výstavba domů Lužná, Bautz a Kytlica, domy Košťál, Jiroušek, Moravec a Linda byly postaveny v letech 1933–1934. V roce 1934 byl postaven dům Glücklich, a v letech 1935-1936 byly postaveny domy Bělehrádek a Mojžíš-Lom.

## Konstrukce a konstrukční materiály
Na rozdíl od podobných osad v zahraničí, nebyly zde použity žádné experimentální materiály a postupy – stavebníci k nim neměli důvěru. 12 domů bylo navrženo s železobetonovým skeletem, 13 má celobetonovou konstrukci, další konstrukci smíšenou. Podlahové desky jsou v celé osadě odlity z betonu tloušťky 8 až 20 cm. Izolace plochých střech byla většinou dělána korkem, vnější stěny byly izolovány heraklitem. Při výstavbě nebyly nikde použity ocelové konstrukce, ani prefabrikované díly.

## Domovní vybavení, technologie
Domy byly většinou vytápěny teplovodním ústředním topením s kotlem na uhlí, v případě domu Poláček bylo použito teplovzdušné vytápění. Okna byla použita jak tradiční špaletová okna, tak moderní dvojitá ocelová posuvná okna i dřevěná kompozitní křídla (dům Žák). V celé osadě bylo použito 5 typizovaných druhů překližkových interiérových dveří. Podlahové krytiny byly většinou linolea, gumy, xylolitové desky, někdy i tradiční dřevěné podlahy. Vnitřní stěny byly většinou hladké, bílé.

## Nábytek a vnitřní zařízení
Většina domů byla, jak bylo zvykem u těchto osad Svazu díla, dodávána včetně vnitřního vybavení. To se týkalo především domů architektů Žáka, Hany Kučerové-Záveské a Heytuma.

## Venkovní prostory, zahrady
Pouze pět domů má přímý vstup z domu do zahrady, což je však dáno především faktem, že se stavělo v prudkém kopci se sklonem až 20 %. V případě osady Baba byl široce diskutován vztah vnějšího a vnitřního prostoru, ale i když jsou ve velké míře použita pásová okna a velkoryse prosklené plochy, je zde všude jasně oddělen prostor pro bydlení a zahrada. Jsou zde však v hojné míře použity volné prostory – především terasy a balkóny. Ukazuje se, že ani za 60 let užívání domů nebylo změněno toto oddělení bydlení od zahrady u žádného z domů.

## Stavitelé, obyvatelé
Celá výstavba osady byla financována přímo stavebníky, což nebylo při jiných obdobných výstavbách zvykem. To vedlo k více individualizovaným návrhům jednotlivých domů. Všichni stavitelé pocházeli z okruhu Svazu československého díla – byly zastoupeny téměř všechny umělecké žánry – malířství Cyrilem Boudou, architektura Pavlem Janákem, grafika a design Ladislavem Sutnarem. Mezi staviteli byli i ministerští radové, řemeslníci, historici umění, spisovatelé, překladatelé, nakladatelé, skladatelé, sociologové, historici, univerzitní profesoři i lékaři. Komunistický režim prezentoval osadu Baba jako buržoazní intelektuální experiment Masarykovy republiky.

## Jednotlivé domy
Tabulka jednotlivých domů
| Č.  | ČP   | Ulice                             | Fotografie             | Jméno domu                | Stavebník/ci                         | Povolání stavebníka/ů | Architekt/i                     | Postaveno v letech | V mapě                                |
| --- | ---- | --------------------------------- | ---------------------- | ------------------------- | ------------------------------------ | --- | ------------------------------- | ------------------ | ------------------------------------- |
| 1   | 1705 | Na ostrohu 60 Průhledová 10       | Baba - Munk 02.jpg     | Dům Munk                  | František Munk a Naďa Munková        | národohospodář a politolog, 1924 – 1926 generální tajemník Mezinárodní federace studentů, ředitel zahraničního odboru Pražských vzorkových veletrhů a šéfredaktorka časopisu Žena a domov) | Josef Fuchs a Otakar Fischel    | 1931–1932          | 50°6′54,49″ s. š., 14°23′4,78″ v. d.  |
| 2   | 1706 | Na ostrohu 58                     | Baba - Peřina 02.jpg   | Dům Peřina                | Břetislav Peřina a Marie Peřinová    | pojistný matematik | František Kerhart               | 1932–1933          | 50°6′54,95″ s. š., 14°23′5,91″ v. d.  |
| 3   | 1707 | Na ostrohu 56                     | Baba - Řezáč 01.jpg    | Dům Řezáč                 | Václav Řezáč                         | spisovatel, pracovník Ústředního statistického úřadu | Vojtěch Kerhart                 | 1932               | 50°6′55,38″ s. š., 14°23′7,01″ v. d.  |
| 4   | 1708 | Na ostrohu 54                     | Baba - Zaorálek 01.jpg | Dům Zaorálek              | Hugo Zaorálek                        | sekční šéf Ministerstva školství | Ladislav Žák                    | 1932               | 50°6′55,67″ s. š., 14°23′8,04″ v. d.  |
| 5   | 1709 | Na ostrohu 52                     | Baba - Vaváček 01.jpg  | Trojdům Vaváček           | Gustav Vaváček a Karla Vaváčková     | zaměstnanec Ústředního celního úřadu | Oldřich Starý                   | 1932–1933          | 50°6′56,04″ s. š., 14°23′9,09″ v. d.  |
| 6   | 1710 | Na ostrohu 50                     | Baba - Lisý 02.jpg     | Dům Lisý                  | Emanuel Lisý a Marie Lisá            | redaktor Československého rozhlasu | Antonín Heythum a Evžen Linhart | 1932               | 50°6′56,4″ s. š., 14°23′10,14″ v. d.  |
| 7   | 1711 | Na ostrohu 48                     | Baba - Joska.jpg       | Dům Joska                 | František Joska                      | restaurátor, majitel dekoratérské firmy | Jaroslav Fišer a Karel Fišer    |                    | 50°6′56,71″ s. š., 14°23′11,22″ v. d. |
| 8   | 1712 | Na ostrohu 46 Jarní 7             | Baba - Bouda 02.jpg    | Dům Bouda                 | Cyril Bouda                          | grafik, malíř a ilustrátor | Oldřich Starý                   | 1931–1932          | 50°6′57,04″ s. š., 14°23′12,15″ v. d. |
| 9   | 1791 | Na ostrohu 41 Jarní 5             | Baba - Košťál 02.jpg   | Dům Košťál                | Jan Košťál a Anna Košťálová          | profesor strojního inženýrství na ČVUT, rektor ČVUT | František Kerhart               | 1933–1934          | 50°6′56,22″ s. š., 14°23′13,62″ v. d. |
| 10  | 1797 | Na ostrohu 43                     | Baba - Dovolil 01.jpg  | Dům Dovolil               | Karel Dovolil                        | vodohospodářský inženýr | Pavel Janák                     | 1932               | 50°6′55,78″ s. š., 14°23′12,22″ v. d. |
| 11  | 1796 | Na ostrohu 45                     | Baba - Jiroušek 09.jpg | Dům Jiroušek              | Josef Jiroušek a Anna Jiroušková     | vysoký úředník ministerstva obrany | František Kerhart               | 1933–1934          | 50°6′55,3″ s. š., 14°23′10,76″ v. d.  |
| 12  | 1795 | Na ostrohu 47                     | Baba Letošník 01.jpg   | Dům Letošník              | Václav Letošník a Božena Letošníková | politik, sociolog, vedoucí archivu Ministerstva vnitra | František Kavalír               | 1932               | 50°6′54,78″ s. š., 14°23′9,44″ v. d.  |
| 13  | 1794 | Na ostrohu 49 Na Babě 10          | Baba - Suk 03.jpg      | Vila Suk                  | Václav Suk a Antonie Suková          | stavební podnikatel | Hana Kučerová-Záveská           | 1932               | 50°6′54,46″ s. š., 14°23′8,36″ v. d.  |
| 14  | 1793 | Na ostrohu 51                     | Baba - Čeněk 01.jpg    | Dům Čeněk                 | Bohumil Čeněk                        | hudební pedagog | Ladislav Žák                    | 1932–1933          | 50°6′53,79″ s. š., 14°23′6,93″ v. d.  |
| 15  | 1792 | Na ostrohu 53 Průhledová 8        | Baba - Zadák 02.jpg    | Dům Zadák                 | Jan Zadák                            | majitel továrny na střešní fólie | František Zelenka               | 1934               | 50°6′53,26″ s. š., 14°23′5,63″ v. d.  |
| 16  | 1804 | Na Babě 14 Průhledová 6           | Baba - Lužná 03.jpg    | Dům Lužná                 | Miloslava Lužná                      | manželka diplomata | Zdeněk Blažek a Otakar Fischel  | 1933               | 50°6′52,37″ s. š., 14°23′5,76″ v. d.  |
| 17  | 1803 | Na Babě 12                        | Baba - Poláček 01.jpg  | Dům Poláček               | Václav Poláček a Marie Poláčková     | ředitel Salonu Topič, nakladatel | Jan E. Koula                    | 1932               | 50°6′53″ s. š., 14°23′7,29″ v. d.     |
| 18  | 1801 | Na Babě 8                         | Baba Moravec 02.jpg    | Dům Moravec               | Moravec                              | ředitel | Vojtěch Kerhart                 | 1933–1934          | 50°6′54,51″ s. š., 14°23′10,67″ v. d. |
| 19  | 1800 | Na Babě 6                         | Baba - Lindová 02.jpg  | Dům Linda                 | Václav Linda a Pavla Lindová         | ředitel gymnázia | Pavel Janák                     | 1933–1934          | 50°6′54,92″ s. š., 14°23′11,98″ v. d. |
| 20  | 1799 | Na Babě 4                         | Baba - Bautz 01.jpg    | Dům Bautz                 | Ludvík Bautz                         | ředitel tiskárny | František Kerhart               | 1933               | 50°6′55,3″ s. š., 14°23′13,13″ v. d.  |
| 20a | 1798 | Na Babě 2 Jarní 3                 | Baba Glücklich 01.jpg  | Vila Glücklich            | Julius Glücklich                     | historik, profesor Masarykovy univerzity | Josef Gočár                     | 1934               | 50°6′55,87″ s. š., 14°23′14,73″ v. d. |
| 21  | 1783 | Na Babě 1 Jarní 1 Nad Paťankou 14 | Baba Mojžíš-Lom 03.jpg | Vila Mojžíš-Lom           | Stanislav Mojžíš-Lom                 | ředitel Národního Divadla, právník na ministerstvu školství | Josef Gočár                     | 1936–1936          | 50°6′55,2″ s. š., 14°23′15,8″ v. d.   |
| 22  | 1782 | Na Babě 3                         | Baba - Herain 02.jpg   | Dům Herain                | Karel Herain                         | ředitel Uměleckoprůmyslového muzea | Ladislav Žák                    | 1931–1932          | 50°6′55,03″ s. š., 14°23′14,84″ v. d. |
| 23  | 1781 | Na Babě 5                         | Baba - Balling 02.jpg  | Dům Balling               | Karel Balling                        | skladatel písní a ředitel Ochranného sdružení autorského | Hana Kučerová-Záveská           | 1931–1933          | 50°6′54,44″ s. š., 14°23′13,16″ v. d. |
| 24  | 1780 | Na Babě 7                         | Baba - Heřman 04.jpg   | Dům Heřman                | František Heřman                     | důstojník Čs. armády | Oldřich Starý                   | 1931–1933          | 50°6′53,88″ s. š., 14°23′11,79″ v. d. |
| 25  | 1779 | Na Babě 9                         | Baba - Palička 01.jpg  | Dům Palička               | Jiří Palička a Emílie Paličková      | stavební podnikatel a textilní výtvarnice | Mart Stam a Jiří Palička        | 1931–1932          | 50°6′53,47″ s. š., 14°23′10,86″ v. d. |
| 26  |      |                                   |                        | Dům s malířským ateliérem |                                      | S ohledem na archeologické nálezy v místě bylo upuštěno od stavby a parcela zůstala dodnes prázdná                                                                                         | František Kerhart               | nerealizováno      |                                       |
| 27  | 1777 | Na Babě 11                        | Baba - Špíšek 02.jpg   | Dům Špíšek                | Ferdinand Špíšek                     | sekční šéf Ministerstva školství, vydavatel časopisu Le Petit Journal de Paris | Ladislav Machoň                 | 1933               | 50°6′52,29″ s. š., 14°23′8,78″ v. d.  |
| 28  | 1776 | Na Babě 13 Průhledová 4           | Baba - Uhlíř 04.jpg    | Dům Uhlíř                 | Antonín Uhlíř                        | sociolog a politik, poslanec za stranu nár. soc. | František Kavalír               | 1932               | 50°6′51,59″ s. š., 14°23′7,01″ v. d.  |
| 29  | 1790 | Průhledová 2 Nad Paťankou 28      | Baba Sutnar 04.jpg     | Dům Sutnar                | Ladislav Sutnar                      | grafik, designér, výstavní architekt, malíř | Oldřich Starý                   | 1931–1932          | 50°6′50,6″ s. š., 14°23′7,17″ v. d.   |
| 30  | 1789 | Nad Paťankou 24                   | Baba Bělehrádek 01.jpg | Dům Bělehrádek            | Jan Bělehrádek                       | děkan lékařské fakulty UK | František Kerhart               | 1935–1936          | 50°6′51,34″ s. š., 14°23′8,62″ v. d.  |
| 31  | 1788 | Nad Paťankou 22                   | Baba Kytlica 03.jpg    | Dům Kytlica               | Karel Kytlica                        | vrchní rada na ministerstvu školství | Josef Gočár                     | 1932–1933          | 50°6′52,61″ s. š., 14°23′10,59″ v. d. |
| 32  | 1786 | Nad Paťankou 18                   | Baba Maule 03.jpg      | Dům Maule                 | Václav Maule                         | vrchní rada na ministerstvu školství a osvěty, odpovědný za Slovensko | Josef Gočár                     | 1931–1932          | 50°6′53,63″ s. š., 14°23′12,92″ v. d. |
| 33  | 1785 | Nad Paťankou 16                   | Baba Janák 03.jpg      | Dům Janák                 | Pavel Janák                          | architekt | Pavel Janák                     | 1931–1932          | 50°6′54,19″ s. š., 14°23′14,7″ v. d.  |

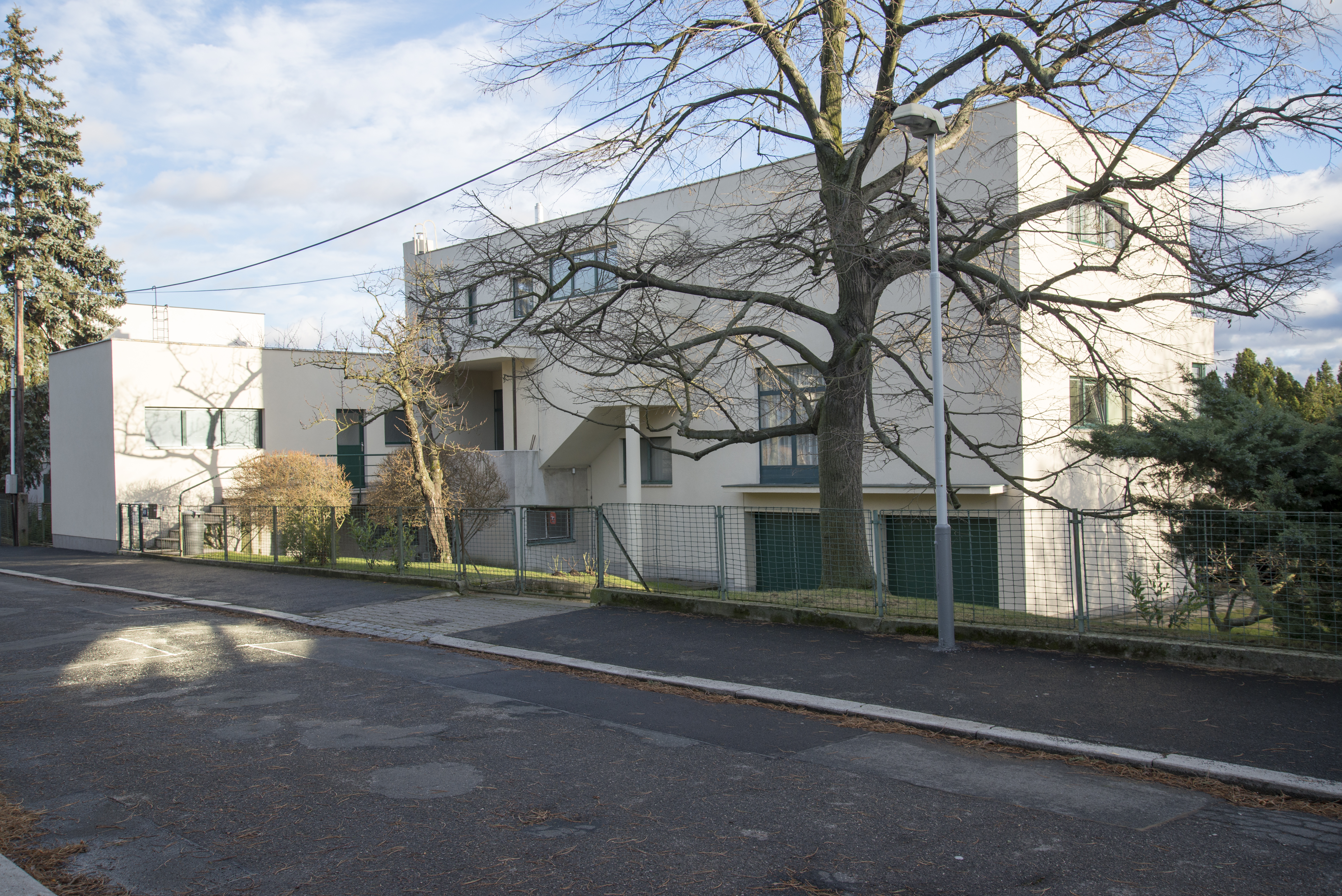
Vila Suk - architektka H. Kučerová-Záveská

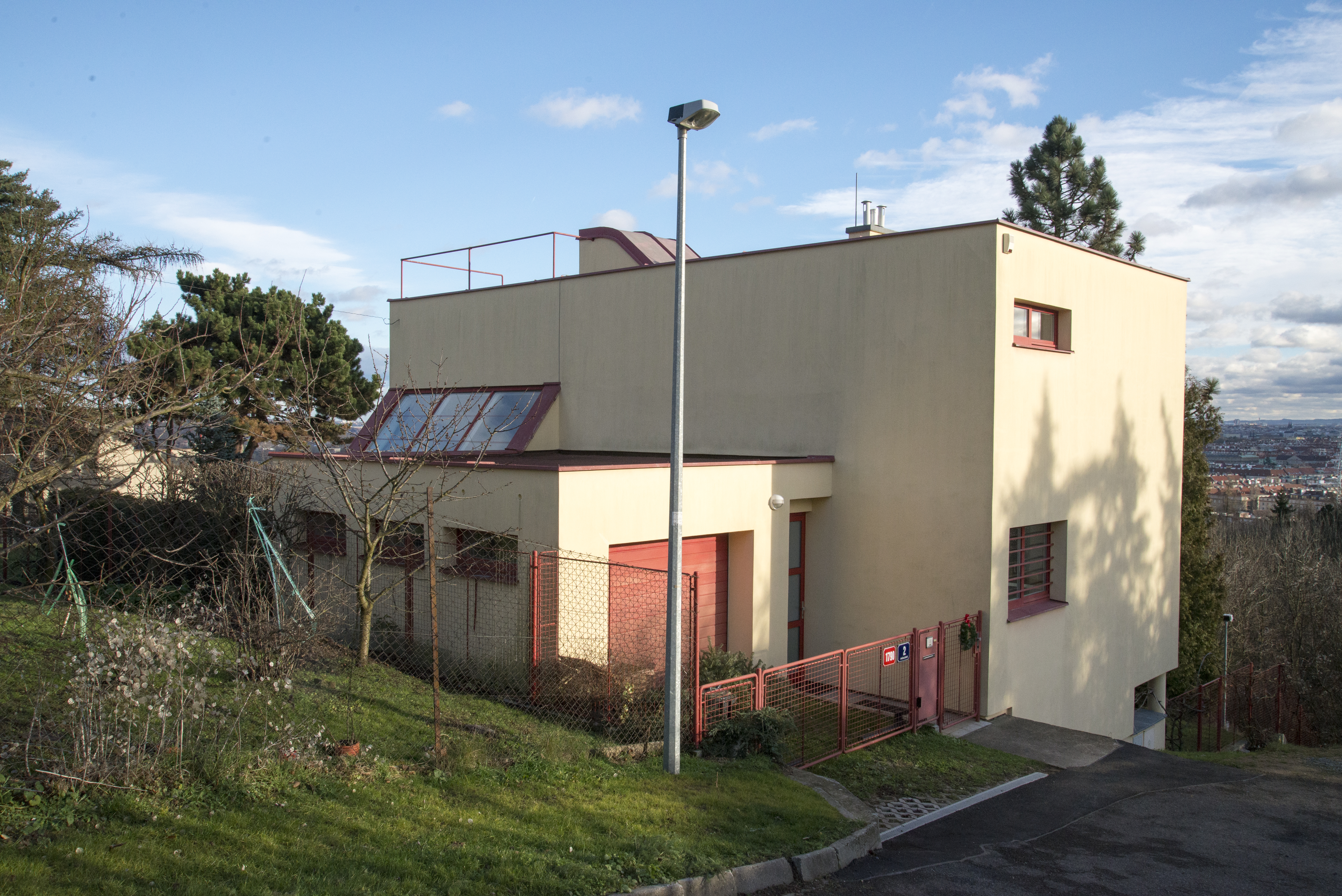
Vila Sutnar - architekt O. Starý

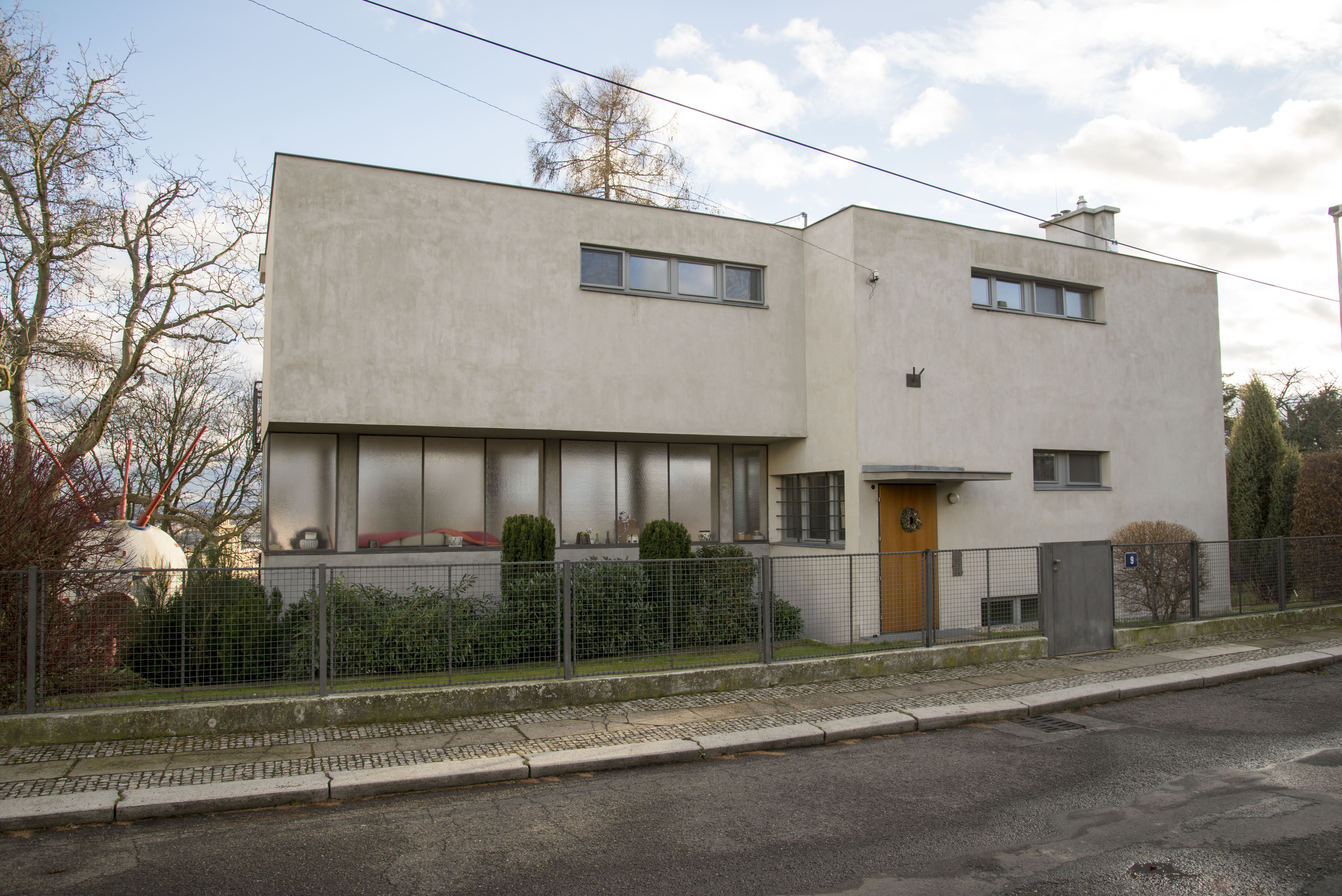
Dům Palička - architekt M. Stam

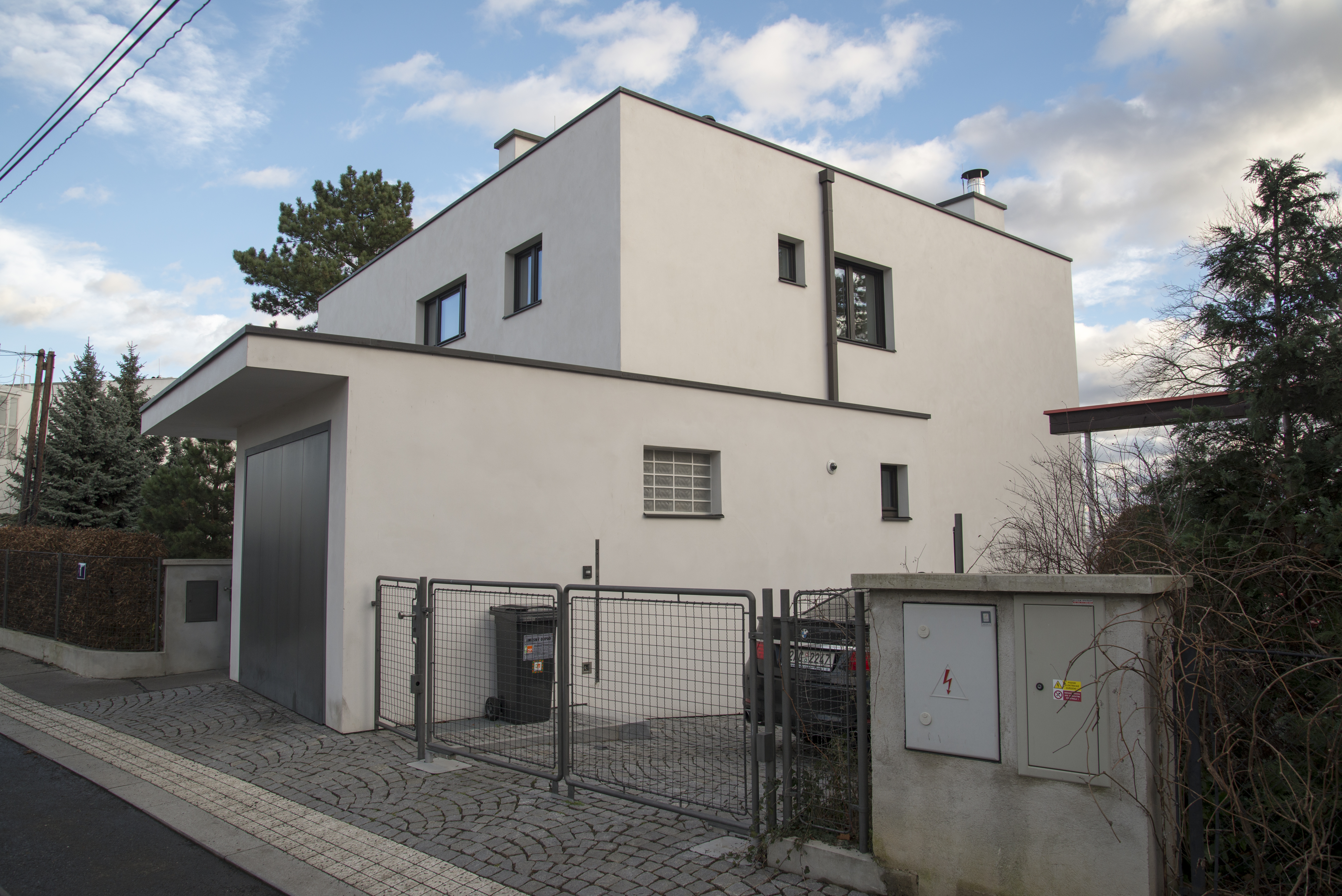
Dům Mojžíš-Lom - architekt J. Gočár

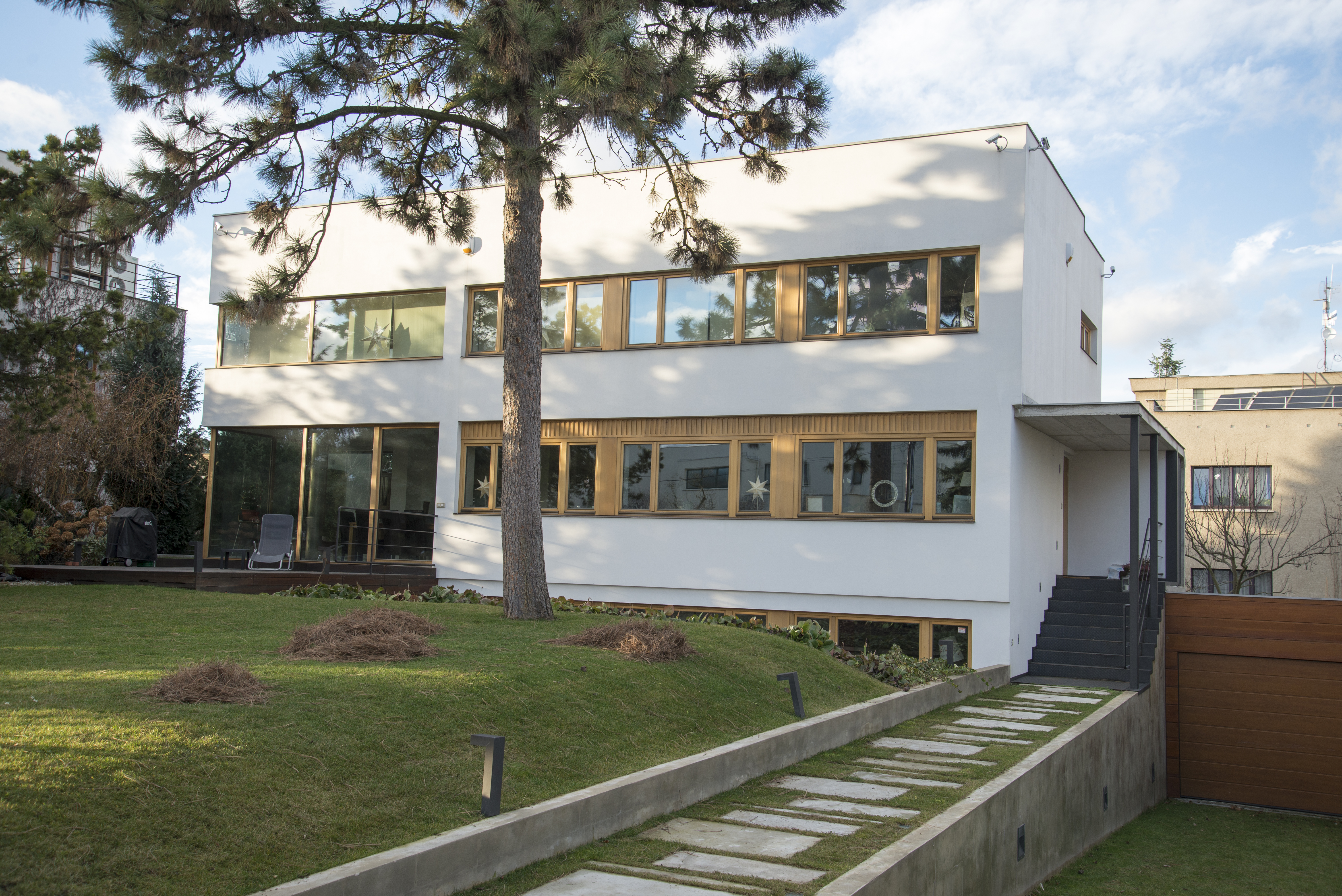
Dům Zaorálek - architekt L. Žák

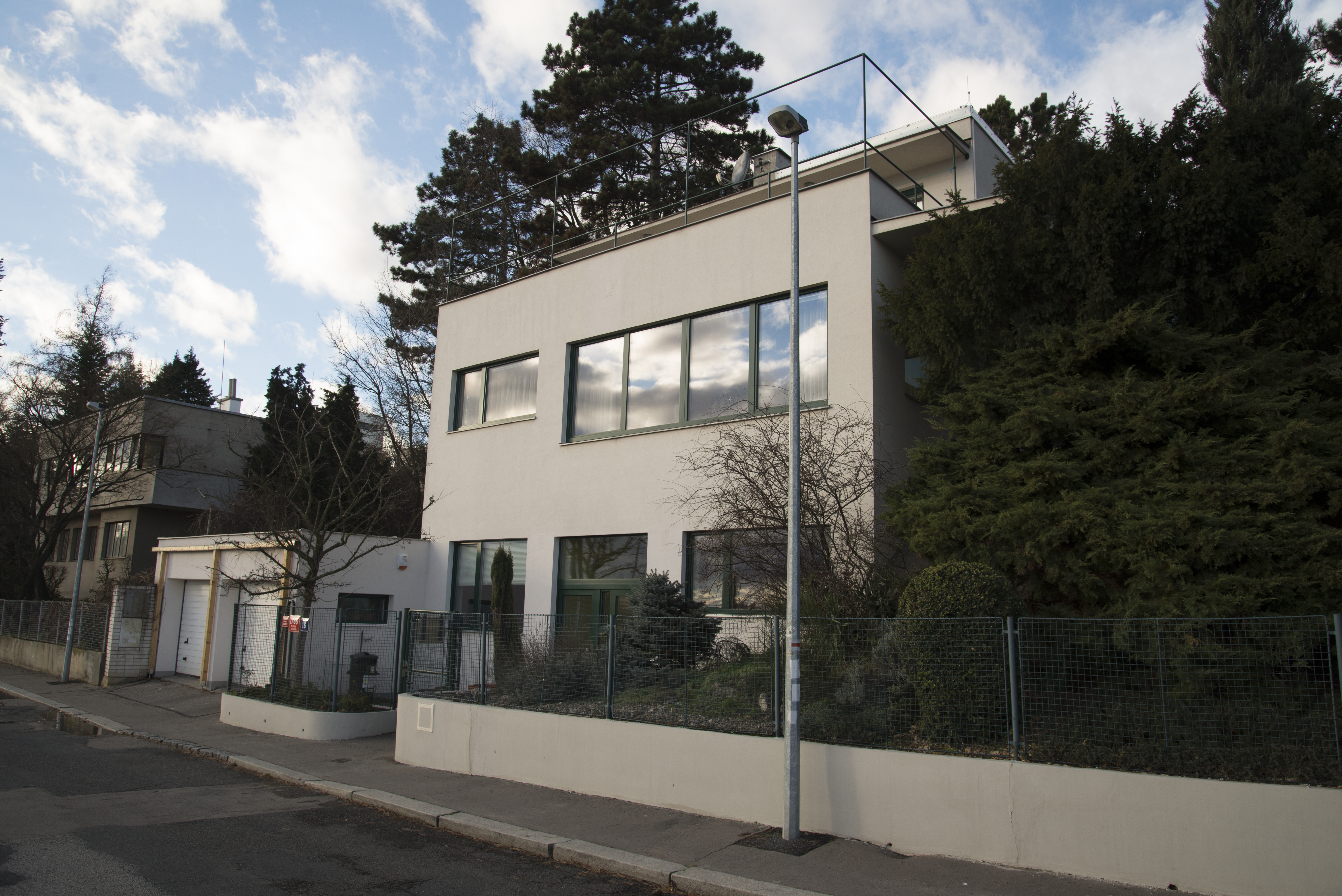
Janákův vlastní dům - architekt P. Janák

Z celkového souboru 33 domů jsou nejzajímavější následující:
- Dům Zadák – Na ostrohu 1792/53 – architekt František Zelenka, postaveno v roce 1934 pro Jana Zadáka, majitele továrny.[7]
- Vila Suk – Na ostrohu 1794/49 – architektka domu a zahrady Hana Kučerová-Záveská, postaveno v roce 1932 pro stavebního podnikatele Václava Suka, největší z vil v osadě Baba. Architektu při návrhu vily silně ovlivnilo dílo Le Corbusiera. Dům byl koncipován pro pětičlennou rodinu se služkou, po roce 1948 přestavěna na dům pro 3 rodiny, terasa zazděna, fasáda obložena dlaždicemi. V 70. a 80. dům výrazně chátral, v současné době je dům udržovaný, ale potřeboval by rozsáhlejší rekonstrukci.[10]
- Dům Řezáč – Na ostrohu 1707/56 – architekt Vojtěch Kerhart, postaveno v roce 1932 pro spisovatele Václava Řezáče.[7]
- Dům Sutnar – Průhledová 1790/2 – architekt Oldřich Starý, postaveno v roce 1932 pro grafika, designera, výstavního architekta a malíře Ladislava Sutnara. Původní majitel v domu bydlel jen do roku 1939, kdy emigroval do USA, v roce 1955 ho odkoupil malíř a restaurátor Karel Mezera, který ji vlastní dodnes. V roce 1969 nechal Mezera vybudovat na jihu parcely budovu s dvougaráží v suterénu. Dům byl jako jediný z osady prohlášen za nemovitou kulturní památku, a to v roce 2000. Rekonstrukce proběhla v letech 2000–2002, vrátila sice některé nevhodné zásahy z minulosti, ale poškodila vzhled domu novým zateplením.[10]
- Dům Poláček – Na Babě 1803/12 – architekt Jan E. Koula, postaveno pro vydavatele a ředitele Salónu Topič Václava Poláčka. V každém podlaží je jen jeden obytný prostor, rozdělený pouze vestavěným nábytkem. Díky zachovalému interiéru je často používán k natáčení filmů z 30. a 40. let.[7]
- Dům Špíšek – Na Babě 1777/11.
- Dům Palička – Na Babě 1779/9
- Dům Linda – Na Babě 1800/6 – architekt Pavel Janák, stavební firma Jiří Palička, postaveno v letech 1932–1933 pro Václava Lindu, ředitele gymnázia v Praze-Libni a jeho manželku Pavlu Lindovou-Gutfreundovou (sestru sochaře Otto Gutfreunda. V roce 1968 konfiskováno a výrazně přestavěno náměstkem ministra zahraničního obchodu Petrem.[7]
- Dům Balling – Na Babě 1781/5 – architektka Hana Kučerová-Záveská, postaveno v roce 1932 pro skladatele populárních písní Karla Ballinga.[7]
- Dům Bautz – Na Babě 1799/4 – architekt František Kerhart, postaveno v roce 1933 pro ředitele tiskárny Ludvíka Bautze, který byl během 2. světové války aktivním fašistou a v roce 1945 byl zastřelen na břehu Vltavy na úpatí Baby.[7]
- Dům Herain – Na Babě 1782/3 – architekt Ladislav Žák, postaveno v roce 1932 pro historika umění Karla Heraina. Současný majitel se snaží zachovat dům pokud možno v původní podobě.[7]
- Dům Mojžíš-Lom – Na Babě 1783/1 – architekt Josef Gočár, postaveno v letech 1935–1936 pro ředitele Národního divadla Stanislava Loma (vlastním jménem Stanislava Mojžíše). Do roku 2009 se vila nacházela prakticky v původním stavu. Nový majitel vilu v letech 2009–2010 kompletně zrekonstruoval na základě projektu Jakuba Ciglera. Během rekonstrukce došlo k razantním zásahům v suterénu, které neodpovídaly původnímu duchu projektu, naopak omítka byla vrácena vzorně na původní Gočárův vzhled.[10]
- Vila Glücklich – Jarní 1798/3 – architekt Josef Gočár, postaveno v roce 1934 pro historika prof. Julia Glücklicha. Jedná se o druhou nejrozsáhlejší vilu v osadě. Rodině prof. Glücklicha patřila vila až do roku 2009, nebyly v něm provedeny prakticky žádné zásahy, ale také nebyl příliš udržován. Současný majitel vily provádí od roku 2009 rekonstrukci, která se snaží zachovat Gočárovy myšlenky.[10]
- Dům Bouda – Na ostrohu 1712/46 – architekt Oldřich Starý, postaveno v roce 1932 pro grafika, malíře a ilustrátora Cyrila Boudu.[7]
- Dům Janák – Nad Paťankou 1785/16 – architekt Pavel Janák, postaveno v roce 1932 jako vlastní dům, ve kterém bydlel až do své smrti. Ve vile poté dále žila vdova po Pavlu Janákovi až do poloviny 60. let. Ta vilu prodala v roce 1965 rodině Petýrků, která do té doby žila nedaleko v ulici Na Ostrohu. Janákova vila byla ve vlastnictví potomků rodiny Petýrků až do roku 1995. Během uvedené etapy nebyly ve vile provedeny žádné zásadní přestavby a zásahy. V roce 1995 zakoupil dům rakouský kunsthistorik s manželkou v letech 1996–1998 provedl celkovou rekonstrukci dle projektu architekta Daniela Špičky. Během rekonstrukce překvapila nízká kvalita provedení původní stavby, bylo objeveno mnoho technických nedokonalostí a nedodělků. I když někteří znalci mají k rekonstrukci výhrady, především uvádějí, že původní levné, hygienické bydlení je nahrazeno luxusem, bývá rekonstrukce označována za zdařilejší.[10]
- Dům Maule – Nad Paťankou 1786/18 – architekt Josef Gočár, postaveno v roce 1932 pro vrchního radu Ministerstva školství a národní osvěty Václava Stanislava Mauleho.[7]
- Dům Bělehrádek – Nad Paťankou 1789/24 – architekt František Kerhart, postaveno v roce 1936 jako poslední dům osady pro lékaře Jana Bělehrádka.[7]
- Dům Kytlica – Nad Paťankou 1788/22 – architekt Josef Gočár, postaveno v letech 1932–1933 pro rodinu Karla Kytlici. Vila zůstala celou dobu v majetku rodiny a nebyla nikdy rozdělena na více bytů, došlo jen k úpravám vnitřních příček. Po roce 1989 byl byt vrácen do původního stavu. V roce 2004 byla zateplena suterénní část domu.[10]
- Dům Zaorálek – Na ostrohu 1708/54 – architekt Ladislav Žák, postaveno v roce 1932 pro Hugo Zaorálka, sekčního šéfa na Ministerstvu školství. V roce 1971 vilu odkoupil náměstek předsedy vlády Josef Šimon a provedl ve vile rozsáhlé úpravy – byly zazděny obě terasy, přepažil místnosti. Radikální přestavba zcela popřela původní charakter domu, byla sice provedena se souhlasem památkářů, ale udělení souhlasu bylo pravděpodobně dáno postavením majitele. V roce 2010 odkoupil vilu nový majitel a ihned v ní provedl blíže neznámé úpravy, rekonstrukce v letech 2010–2012 byla provedena bez stavebního povolení. Tuto vilu poznamenal komunistický režim nejvíce z celé osady, nová rekonstrukce pravděpodobně vile prospěla.[10]
- Dům Jiroušek – Na ostrohu 1796/45 – architekt František Kerhart, postaveno v roce 1932 pro Josefa Jirouška, vysoce postaveného úředníka Ministerstva obrany, součástí domu byla i prodejna, která byla v domě do 60. let, později byla upravena na jídelnu. V 80. letech došlo ke stavebním úpravám, v letech 1997–1999 prošel dům rekonstrukcí podle plánu architektky Lucie Dvořákové se souhlasem NPÚ. Nejrazantnějším zásahem byla nástavba na střeše obchodu a střešní terase domu. Tyto nástavby jsou jedním z nejhorších zásahů do osady v 90. letech 20. století – svou podobou nerespektuje charakter zástavby kolem sebe.[10]

## Evropské dědictví
Kolonie je jednou ze šesti Kolonií moderní architektury Werkbundu, které vznikly v Evropě mezi lety 1927 a 1932. Dalšími koloniemi jsou Kolonie Nový dům v Brně, Weissenhof ve Stuttgartu, Werkbundsiedlung ve Vídni, osada WUWA ve Vratislavi a osada Neubühl v Curychu. Soubor těchto šesti osad byl v roce 2019 zařazen k Evropskému dědictví.